# Корбин Блу
Корбин Блу Рејверс (енгл. Corbin Bleu Reivers; Бруклин, 21. фебруар 1989) амерички је глумац, манекен, плесач, филмски продуцент и кантаутор. Најпознатији је по улози Чеда Денфорта у Дизнијевим филмовима Средњошколски мјузикл.